# Siderodromofobia
Con il termine siderodromofobia (dal greco σίδηρος - sideros, "ferro", δρόμος - dromos, "corsa" e φόβος - phobos, "paura")
si indica una particolare condizione psicofobica del viaggio in treno.
Questa fobia può determinare attacchi di panico ed è generalmente associata a disturbi ansiogeni simili a quelli claustrofobici, come tremore, sensazione di mancanza d'aria e tachicardia.
Alcune forme di siderodromofobia (o siderodromomorfofobia, "paura delle forme di ferro in movimento"), manifestatesi tra i passeggeri dei treni delle British Railways in seguito ai frequenti incidenti ferroviari sulle linee britanniche nella metà del XIX secolo, sono state considerate alla base delle prime diagnosi di Disturbo post-traumatico da stress "ante litteram" .
Sia Gioachino Rossini che Sigmund Freud soffrivano di questa fobia..